# John Flanagan (schrijver)
John Anthony Flanagan (Sydney, 22 mei 1944) is een Australische schrijver. Hij schreef onder meer de series De Grijze Jager en Broederband.

## Levensloop
Flanagan begon zijn carrière in de reclamewereld en als co-auteur van het televisieprogramma Hey Dad!. Hij is een van de productiefste schrijvers van televisieprogramma’s in Australië. Flanagan schreef het eerste boek in de serie De Grijze Jager om zijn twaalfjarige zoon Michael aan het lezen te krijgen. Hij wilde hem laten zien dat lezen leuk is en dat helden niet altijd groot, sterk en man hoeven te zijn. Later schreef hij als aanvulling op De Grijze Jager-wereld het eerste boek uit de serie Broederband, dat zich later afspeelt.

### De Grijze Jager (Ranger's Apprentice)
1. De ruïnes van gorlan (The Ruins of Gorlan), 2004
2. De brandende brug (The Burning Bridge), 2007
3. Het ijzige land (The Icebound Land), 2008
4. De dragers van het Eikenblad (Oakleaf Bearers), 2008
5. De magiër van Macindaw (The Sorcerer in the North), 2008
6. Het Beleg Van Macindaw (The Siege of Macindaw), 2009
7. Losgeld voor Erak (Erak's Ransom), 2010
8. De koning van Clonmel (The Kings of Clonmel), 2010
9. Halt in gevaar (Halt's Peril), 2010
10. De keizer van Nihon-Ja (The Emperor of Nihon-Ja), 2011
11. De verloren verhalen (The Lost Stories), 2012
12. De koninklijke leerling (The Royal Ranger: A New Beginning), 2013
13. De Clan van de Rode Vos (The Red Fox Clan), 2018
14. Het duel bij Araluen (Duel at Araluen), 2019
15. De vermiste prins (The Missing Prince), 2021
16. De vlucht uit Falaise (Escape from Falaise),2022
17. De wolven van Arazan (Arazan's Wolves), 2023
18. De hinderlaag bij Sorato (The ambush at Sorato), 2024

### De Grijze Jager-novelle
1. De jacht op het schaduwdier (The Beast from Another Time), 2016

### De Grijze Jager: De vroege jaren (Ranger's Apprentice: The Early Years)
1. Het toernooi van Gorlan, 2015
2. De Slag op de Heckingse Heide, 2015

### Broederband (Brotherband)
1. De outsiders (The Outcasts), 2012
2. De indringers (The Invaders), 2013
3. De jagers (The hunters), 2013
4. De slaven van Socorro (The slaves of Socorro), 2014
5. De schorpioenberg (Scorpion Mountain), 2014
6. De spookgezichten (The Ghostfaces), 2016
7. De Caldera (The Caldera), 2018
8. De terugkeer van de Temujai (Return of the Temujai), 23 mei 2020
9. De jacht op de Wolfswind (Revenge of the Wolves), 2022